# پله‌برقی

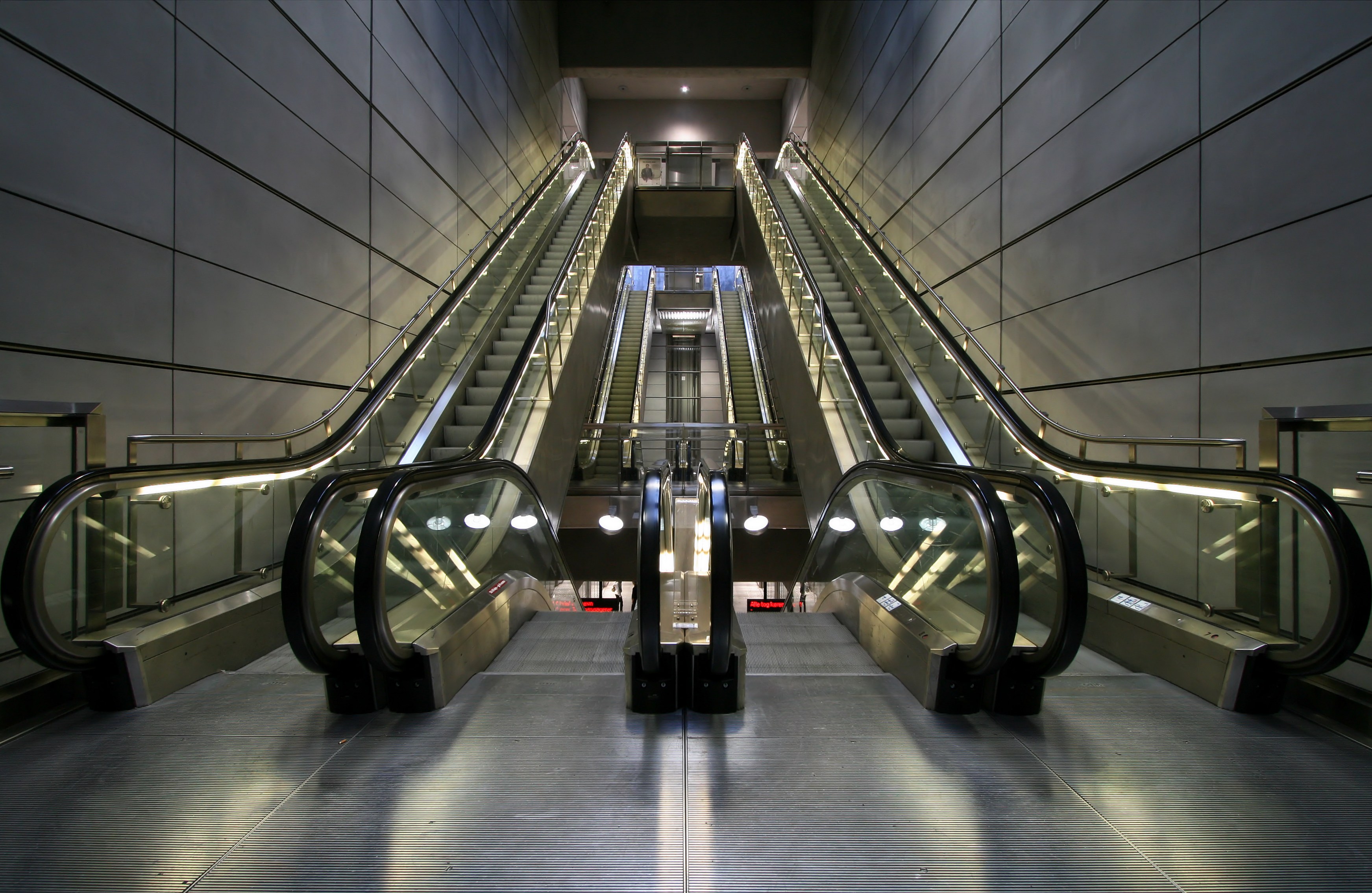
پله‌برقی متروی کپنهاگ

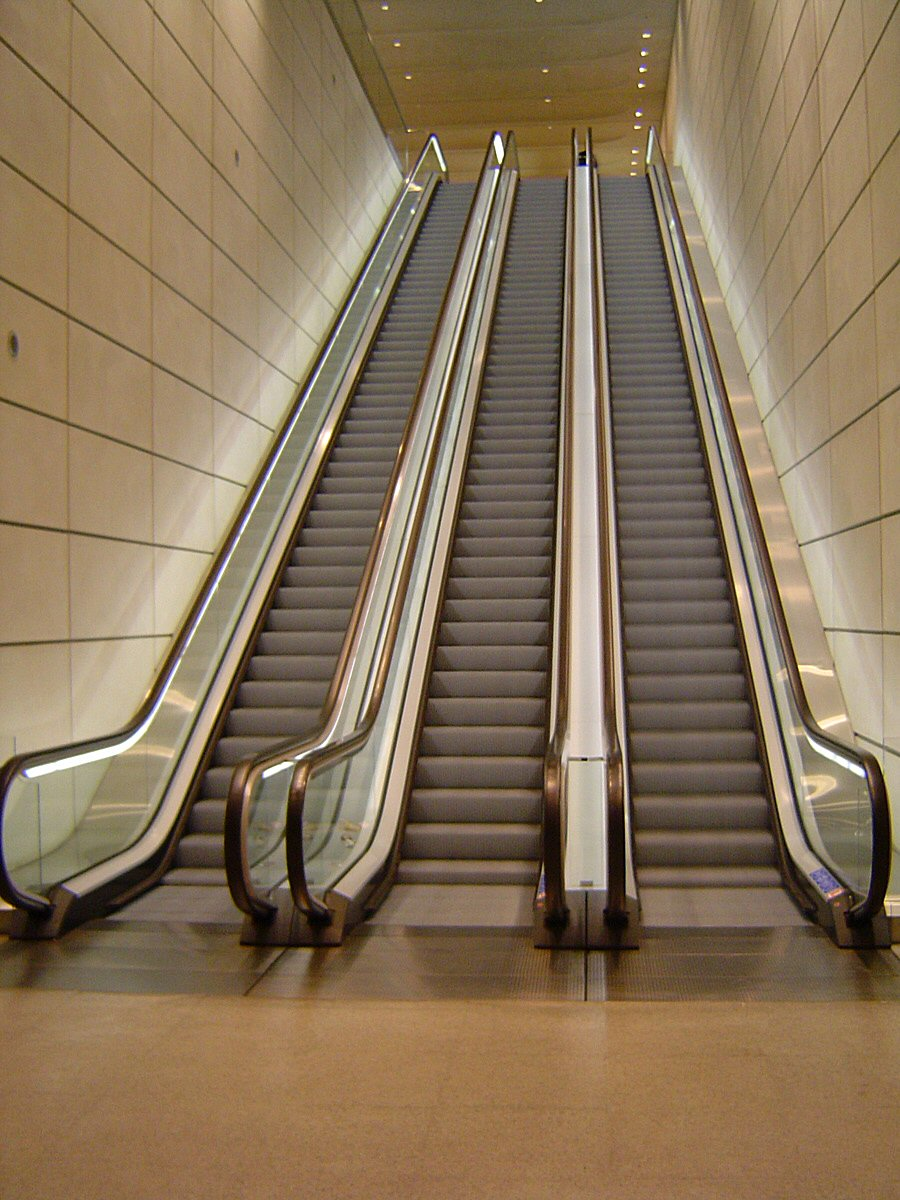
پله‌برقی در کنری وورف لندن.

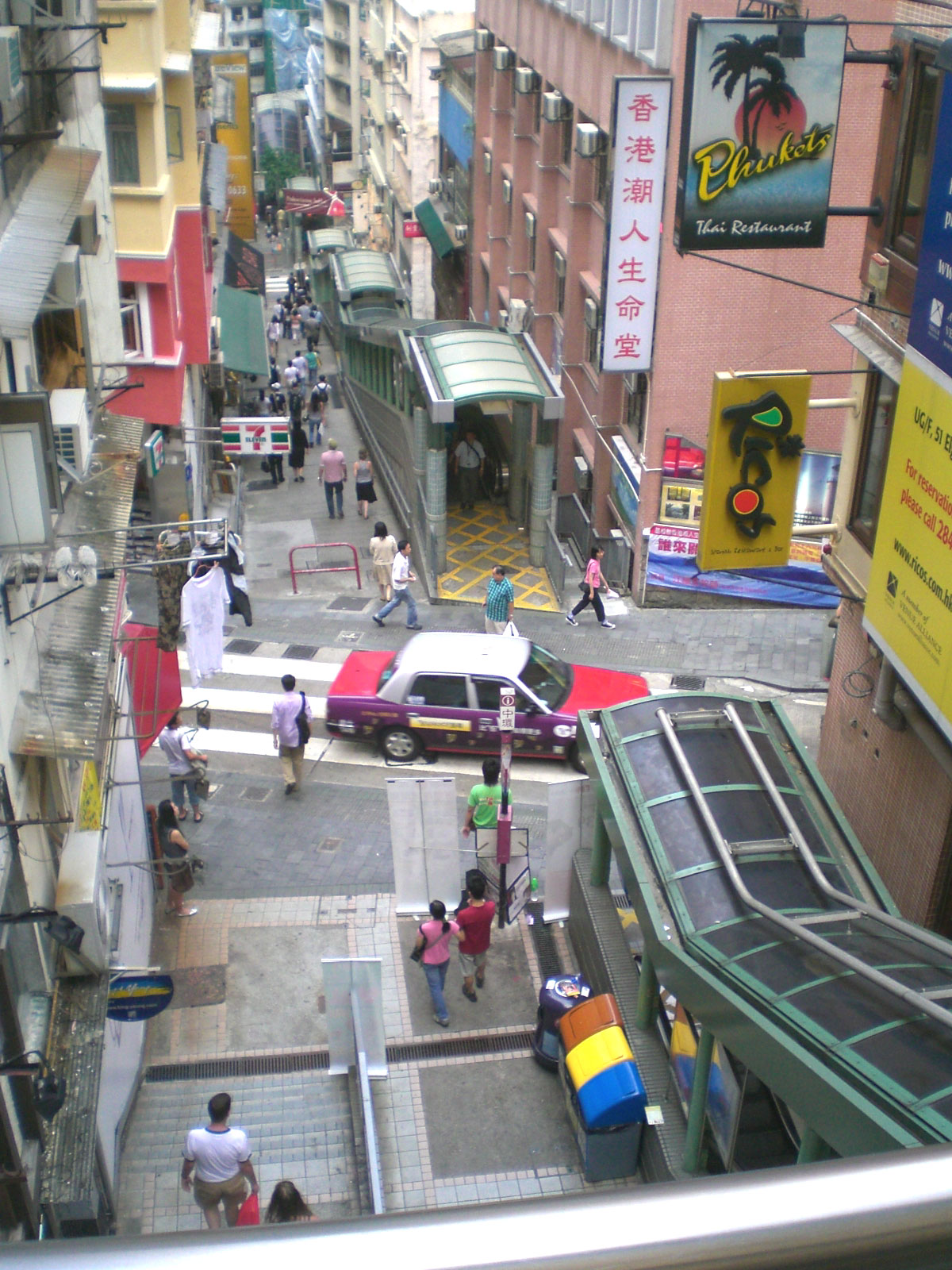
پله‌برقی سنترال-مید-لِولز، در هُنگ کُنگ، طولانی‌ترین پله‌برقی جهان با ۸۰۰ متر طول و ۱۳۵ متر ارتفاع و ۲۹ ورودی و خروجی است.

پله‌برقی یا پلهٔ روان گونه‌ای نقالهٔ جابه‌جایی است که برای جابه‌جا کردن افراد به کار می‌رود. پله‌برقی از پله‌های به هم پیوسته تشکیل شده که به حالت افقی می‌مانند و برای بالا و پایین بردن افراد استفاده می‌شود. پله‌برقی یک چرخهٔ تکرارشونده از پله‌های در گردش است، که در آن پله‌های بازگشتی در زیر پله‌های بالایی پنهان شده‌اند. وزن پله‌های پنهان با وزن پله‌های آشکار موازنه و برابری می‌کند، بنابراین موتور پله‌برقی بایستی تنها وزن افراد روی پله‌برقی را (که در حال بالا یا پایین رفتن هستند) تحمل کند.
پله‌برقی‌ها از نظر کاربردی به ۳ دستهٔ داخلی، نیمه‌داخلی و بیرونی تقسیم می‌گردد که به ترتیب در محیط آزاد (بیرون از ساختمان)، محیط بسته (داخل ساختمان) و نیمه‌بسته (پل‌های عابر پیاده) استفاده می‌گردند. پله‌های مکان‌های عمومی به صورت heavy duty طراحی می‌گردند که همان پله‌های معمولی تقویت شده هستند که برای کار در شرایط دشوار طراحی می‌گردند.
پله‌برقی‌ها معمولاً در دو زاویهٔ ۳۰ و ۳۵ درجه طراحی می‌گردند البته در مکان‌های مسطح ۰ تا ۱۲ درجه هم تولید می‌گردند که به آن‌ها راهروی متحرک یا auto walk می‌گویند. مزایای زیادی برای پله‌های برقی می‌توان برشمرد. با وجود اشغال فضایی تقریباً همسان با پلکان معمولی، یک پله‌برقی می‌تواند شمار زیادی از افراد را جابه‌جا کند. در صورت رعایت قانون باز گذاشتن سمت چپ برای راه‌روندگان در پله‌برقی، این پله‌ها می‌توانند جابه‌جایی بسیار سریع افراد را میسر کنند. قیمت پله‌های برقی نسبت به ارتفاع کف تا کف جابه‌جایی تعیین می‌گردد.
آمارها نشان می‌دهد که در ایالات متحده آمریکا در سال ۲۰۰۴ تعداد ۳۰ هزار پله‌برقی وجود داشت و در آن کشور هر ساله ۹۰ میلیارد جابه‌جایی افراد بر روی این پله‌ها انجام می‌گیرد.

## ساختار
پله‌برقی‌ها دارای موتور الکتریکی هستند که نسبت با ارتفاع بالابری ۵٫۵-۸-۱۱ و ۱۵ کیلووات یا حتی بالاتر و در بعضی موارد با دو موتور در کنار هم طراحی می‌گردند. پله‌های پله‌برقی که به استپ معروف هستند دارای دو چرخ در دو طرف هستند که روی زنجیری به نام استپ‌چین قرار می‌گیرند. استپ‌چین به دور شَفت اصلی قرار می‌گیرد و شفت توسط زنجیر موتور به موتور متصل می‌گردد. پله‌برقی‌ها دارای میکروسوییچ‌های امنیتی هستند که از صدمه زدن دستگاه به خودش یا مسافر جلوگیری می‌کند. بیشتر پله‌برقی‌ها دارای سیستم ترمز مغناطیسی هستند.

## نصب پله‌برقی
پله‌برقی می‌بایست به گونه‌ای طراحی گردد که بر روی تیرهای اصلی سازه قرار گیرد و تنها با نیروی وزن و بدون استفاده از جوشکاری یا پیچ و پرچ بر روی نشیمن‌گاه قرار می‌گیرند. برای پله‌برقی‌های با ارتفاع بالای ۶ متر، پایهٔ میانی نیز طراحی می‌گردد. پله‌برقی‌ها نسبت به ارتفاع کف تا کف و نیز شرایط محیطی پروژه به تکه‌های متعدد تقسیم می‌گردند و به محل پروژه ارسال و توسط نیروی متخصص نصب و مونتاژ می‌گردند.
پله‌برقی نیز مانند سایر دستگاه‌های مکانیکی نیاز به سرویس و نگهداری ماهیانه دارند که این امر می‌بایست توسط متخصصین انجام گردد.

## پیشینه
نخستین پله‌برقی توسط جس وبلیورنو در سال ۱۸۸۱ میلادی در ایالات متحده آمریکا ساخته شد و از آن برای انتقال دیرک‌های چوبی و میله‌های فلزی به درون کشتی‌ها استفاده می‌شد. با وجود این، برخی بر این باورند که سازندهٔ این دستگاه فردی آمریکایی به‌نام ناتان ایمز است. نام پله‌برقی برای نخستین بار در سال ۱۹۰۰ میلادی برای پلکان متحرکی به‌کار رفت که در نمایشگاهی در شهر پاریس به نمایش گذاشته شده بود.

## برس ایمنی

هشدارهای معمول در پله‌برقی‌های اسپانیا.

بسیاری از حادثه‌های مربوط به پله‌برقی مانند قطع عضو و مرگ گزارش شده‌اند. گیر کردن پیش‌پا، تکه‌ای پارچه از شلوار، بند کفش، و حیوان خانگی در شکاف میان پله‌برقی و دیوارهٔ پله‌برقی باعث بروز خطر جدی می‌شود. موتورهای الکتریکی قدرتمندی وجود دارند که بدون خاموش کردن برق، متوقف نمی‌شوند. بعدها سازنده‌های پله‌برقی برس ایمنی را طراحی کردند تا اشیا را پس بزند و مانع از ورود آن‌ها به شکاف شود. همچنین این برس برای جلوگیری از ریخته شدن آب در داخل شکاف نیز طراحی شده‌است تا از تعمیرات ناخواسته و غیر ضروری کاسته بشود.

## نگارخانه

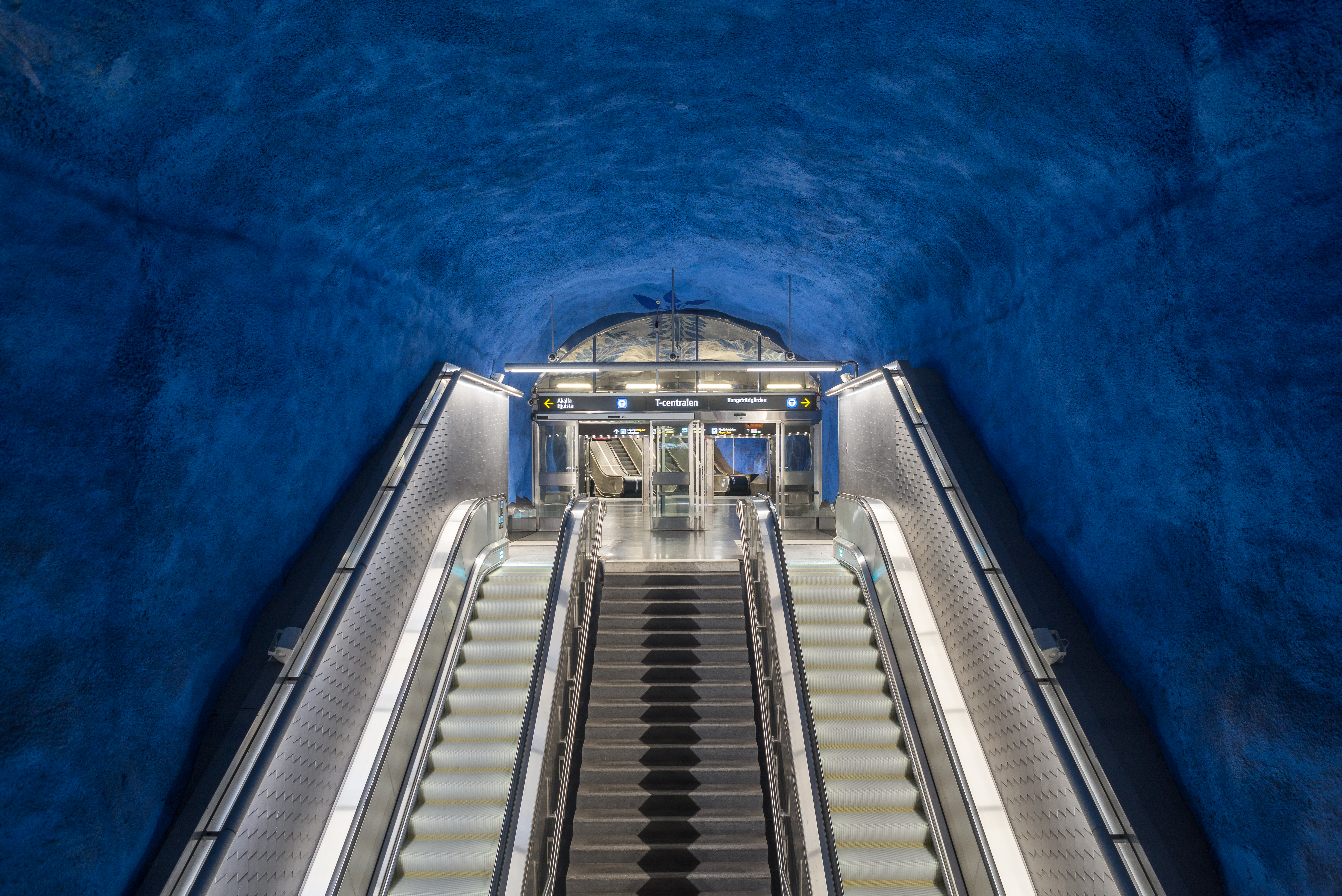
نگاره‌ای از پله‌برقی و راه‌پلهٔ خط آبی ایستگاه متروی تی-سنترال، از ایستگاه‌های کلیدی متروی اسُتکهُلم.